# Meneñ Hotel
Meneñ Hotel är det enda hotellet i republiken Nauru (om man bortser från ett vandrarhem i Aiwo) och ligger i distriktet Meneng. Det är inte så många turister som kommer till ön, så hotellet har haft en hel del svårigheter. De har 119 rum med möjligheter till att laga kaffe och te i varje rum. Hotellet har konferensrum för upp till 200 människor. Alla rum har också kylskåp, TV och videospel. Restaurangen serverar bland annat thailändsk och kinesisk mat.
I sitt namn använder hotellet bokstaven ñ, som är ett gammalt skrivsätt för ng på nauriska.